# Muharrir
Die osmanische Zeitschrift Muharrir (osmanisch محرر İA Muḥarrir, deutsch ‚Autor‘) erschien in acht Ausgaben von 1876 bis 1878 in Istanbul.
Der Herausgeber war Ebüzziya Tevfik (1848–1913), ein Mitglied der Jungosmanen (eine Vorgängerbewegung der Jungtürken), denen auch die Journalisten und Schriftsteller İbrahim Şinasi, Namık Kemal und Ziya Paşa angehörten. Ebüzziya publizierte unter anderem die politischen Zeitungen İbret (1872), Hadika (1872) und Sirac (1873) sowie die literarischen Zeitschriften Cüzdan und Mecmua-i Ebüzziya (1880–1912). Muharrir war ebenfalls ein eher literarisches als ein politisches Organ. Aufgrund seiner journalistischen und politischen Aktivitäten floh Ebüzziya einige Jahre ins Exil nach Rhodos und Konya und übergab in dieser Zeit die Leitung der Zeitschrift kurzfristig an Sami Frashëri (1850–1904). Nach dem Tod von Sultan Abdülaziz kehrte er nach Istanbul zurück und gründete einen Verlag, der die Werke bekannter Schriftsteller wie Namık Kemal, Ziya Paşa, İbrahim Şinasi, Ahmet Rasim, Recaizade Ekrem und Muallim Naci herausbrachte.